# يو إف سي ليلة القتال: هولواي ضد أوليفيرا
يو إف سي ليلة القتال: هولواي ضد أوليفيرا (بالإنجليزية: UFC Fight Night: Holloway vs. Oliveira)‏ هو حدث لفنون القتال المختلطة نظمته يو إف سي، أُقيم في 23 أغسطس 2015، على مركز ساسكتل في ساسكاتون، ساسكاتشوان، كندا.